# 7504 Kawakita
A 7504 Kawakita (ideiglenes jelöléssel 1997 AF1) a Naprendszer kisbolygóövében található aszteroida. Kobajasi Takao fedezte fel 1997. január 2-án.